# 下梅扎内
下梅扎内（義大利語：Mezzane di Sotto）是意大利威尼托大区维罗纳省的一个市镇。总面积19.57平方公里，人口2344人，人口密度119.8人/平方公里（2009年）。国家统计（ISTAT）代码为023047。